# جائزة النمسا الكبرى 1963
جائزة النمسا الكبرى 1963  . أقيم بتاريخ 1 سبتمبر 1963، وامتدّ لمسافة 80 لفة، وهو أحد سباقات بطولة العالم لسباقات الفورمولا واحد موسم 1963 فاز فيه جاك برابهام.